# Marthe Régnier
Pour les articles homonymes, voir Régnier.
Marthe Régnier née le 26 novembre 1880 à Paris, où elle est morte le 30 août 1967 est une actrice et chanteuse française.

## Biographie
Marthe Régnier est une comédienne célèbre de la Belle Époque. Elle entre à la Comédie-Française à Paris en 1901 et débute dans une pièce intitulée Agnès, puis, dans les années 1910, elle apparaît au cinéma dans plusieurs courts-métrages. Mariée en 1902 au dramaturge Abel Tarride, elle est la mère du réalisateur Jean Tarride et de l'acteur Jacques Tarride.
Elle divorce pour épouser en 1916 José de Oliveira Murinelly, secrétaire d'ambassade du Brésil en France,. Elle est la maîtresse du baron Henri de Rothschild, qui fait construire en 1929 à Paris le théâtre Pigalle par amour pour elle. Elle s'intéresse à la mode et aux bijoux, et en femme d'affaires en avance sur son temps, elle se fait photographier pour promouvoir ses propres créations.
Marthe Régnier meurt à Paris le 30 août 1967 et est inhumée au cimetière de Marly-le-Roi (Yvelines).

## Filmographie
- 1910 : Manon (court métrage anonyme) : Manon.
- 1918 : La Jeune Fille la plus méritante de France, court-métrage de Germaine Dulac.
- 1931 : Y'en a pas deux comme Angélique, de Roger Lion : la bonne.
- 1933 : Étienne, de Jean Tarride : Simone Lebarmecide.
- 1936 : Mayerling, d'Anatole Litvak : la baronne Vetsera.
- 1942 : Les Hommes sans peur, d'Yvan Noé : la malade.

## Théâtre

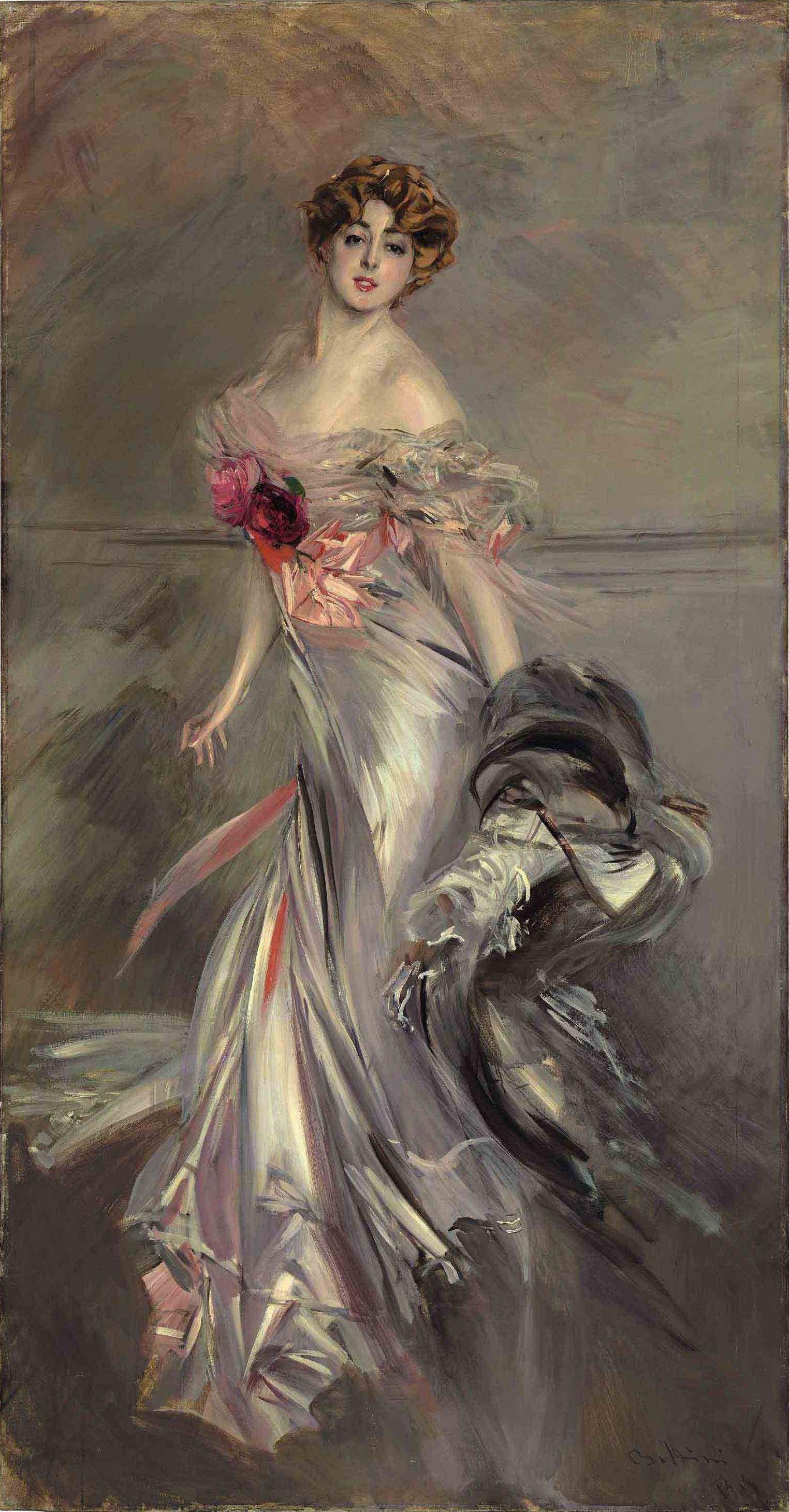
Giovanni Boldini, Portrait de Marthe Régnier (1905), localisation inconnue.

- 1899 : France...d'abord de Henri de Bornier, l'Odéon : Louis IX.
- 1900 : Le Petit Chaperon Rouge de Lefebvre-Henri, musique de Francis Thomé, à l'Odéon : Petit Chaperon Rouge.
- 1900 : L'Enchantement de Henry Bataille, l'Odéon : Jeannine.
- 1901 : Agnès[7].
- 1902 : La Petite Amie d'Eugène Brieux, Comédie-Française : Maria.
- 1902 : Les Burgraves de Victor Hugo, Comédie-Française : Gorlois.
- 1902 : Le Mariage de Figaro de Beaumarchais, Comédie-Française : Fanchette.
- 1903 : Antoinette Sabrier de Romain Coolus, théâtre du Vaudeville.
- 1903 : Les Coteaux du Médoc de Tristan Bernard, théâtre du Vaudeville.
- 1904 : Les trois Anabaptistes de Alexandre Bisson et  Julien Berr de Turique, Théâtre du Vaudeville : Colette Lepailleur.
- 1904 : Les affaires sont les affaires d'Octave Mirbeau.
- 1905 : Le Bon numéro d'André Barde, théâtre du Vaudeville.
- 1905 : Petite peste de Romain Coolus, théâtre du Vaudeville.
- 1906 : Le Péril jaune d'Alexandre Bisson et Albert de Saint-Albin, théâtre du Vaudeville.
- 1906 : Mademoiselle Josette, ma femme de Paul Gavault et Robert Charvay, théâtre du Gymnase.
- 1909 : La Petite Chocolatière de Paul Gavault, théâtre de la Renaissance.
- 1913 :  L'Institut de Beauté, comédie en trois actes, d'Alfred Capus, théâtre des Variétés.
- 1923 : Le Moulin de la galette, d'Henri de Rothschild, théâtre Antoine.
- 1923 : L'Heure du berger, d'Édouard Bourdet.
- 1924 : Si je voulais ! de Paul Géraldy et Robert Spitzer[8], Théâtre Daunou.
- 1930 : Étienne, de Jacques Deval, pièce en 3 actes, théâtre Saint-Georges : Simone Lebarmécide.
- 1934 : La Machine infernale de Jean Cocteau, mise en scène Louis Jouvet, Comédie des Champs-Élysées.

Portraits de Marthe Régnier
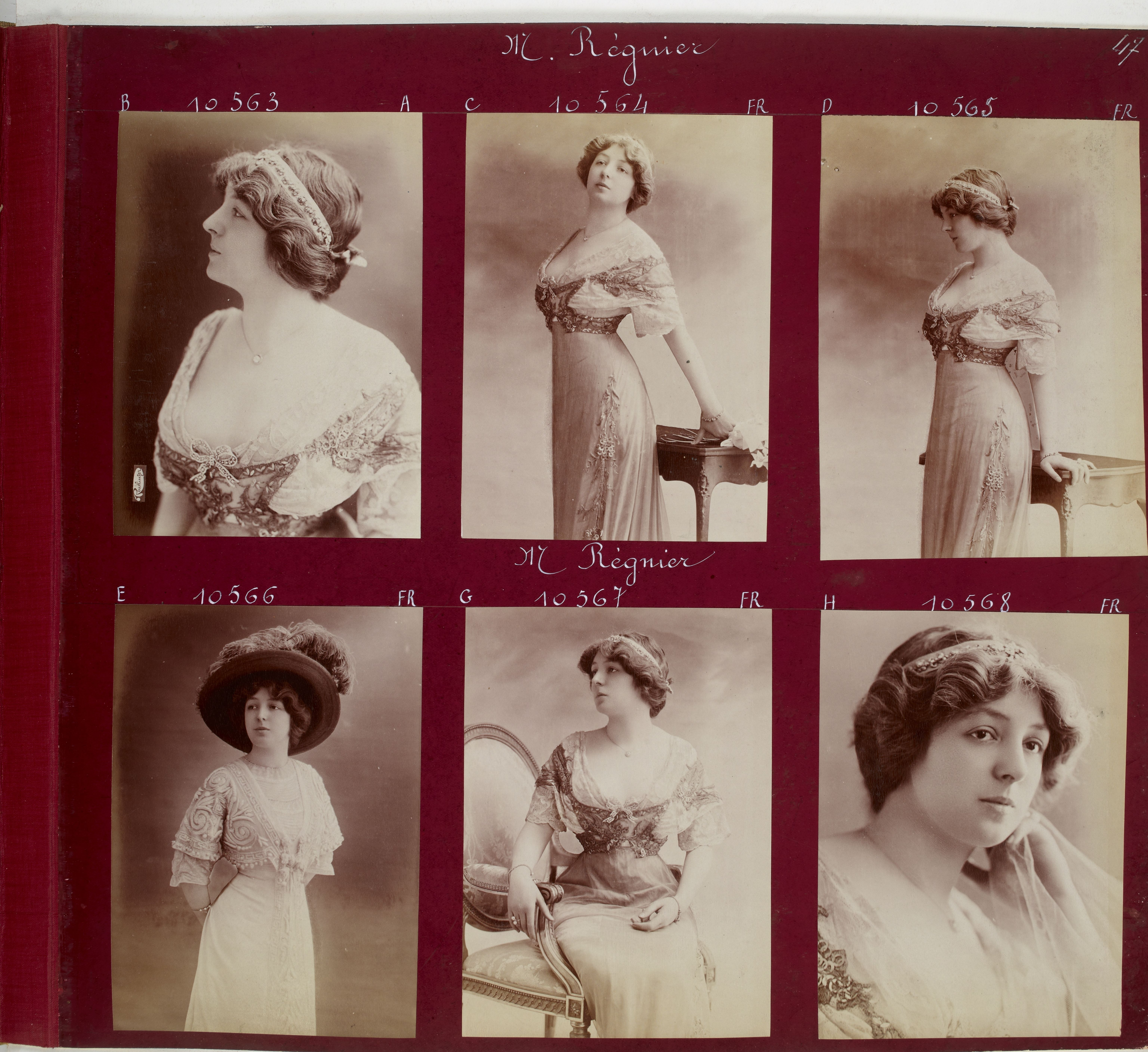
Par Jean Reutlinger, Paris, BnF.
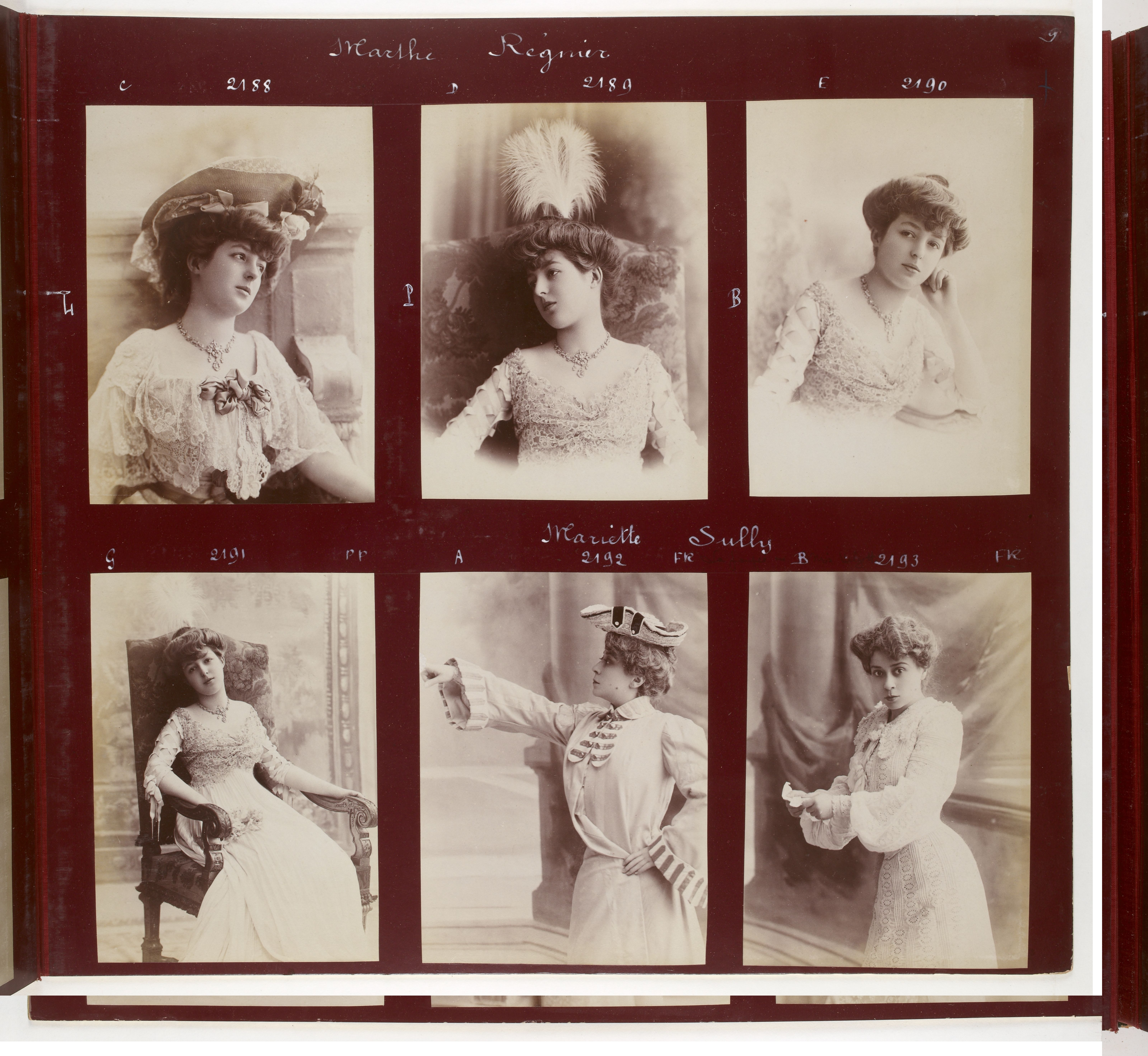
Par Jean Reutlinger, Paris, BnF. Les deux dernières photographies en bas à droite représentent Mariette Sully.
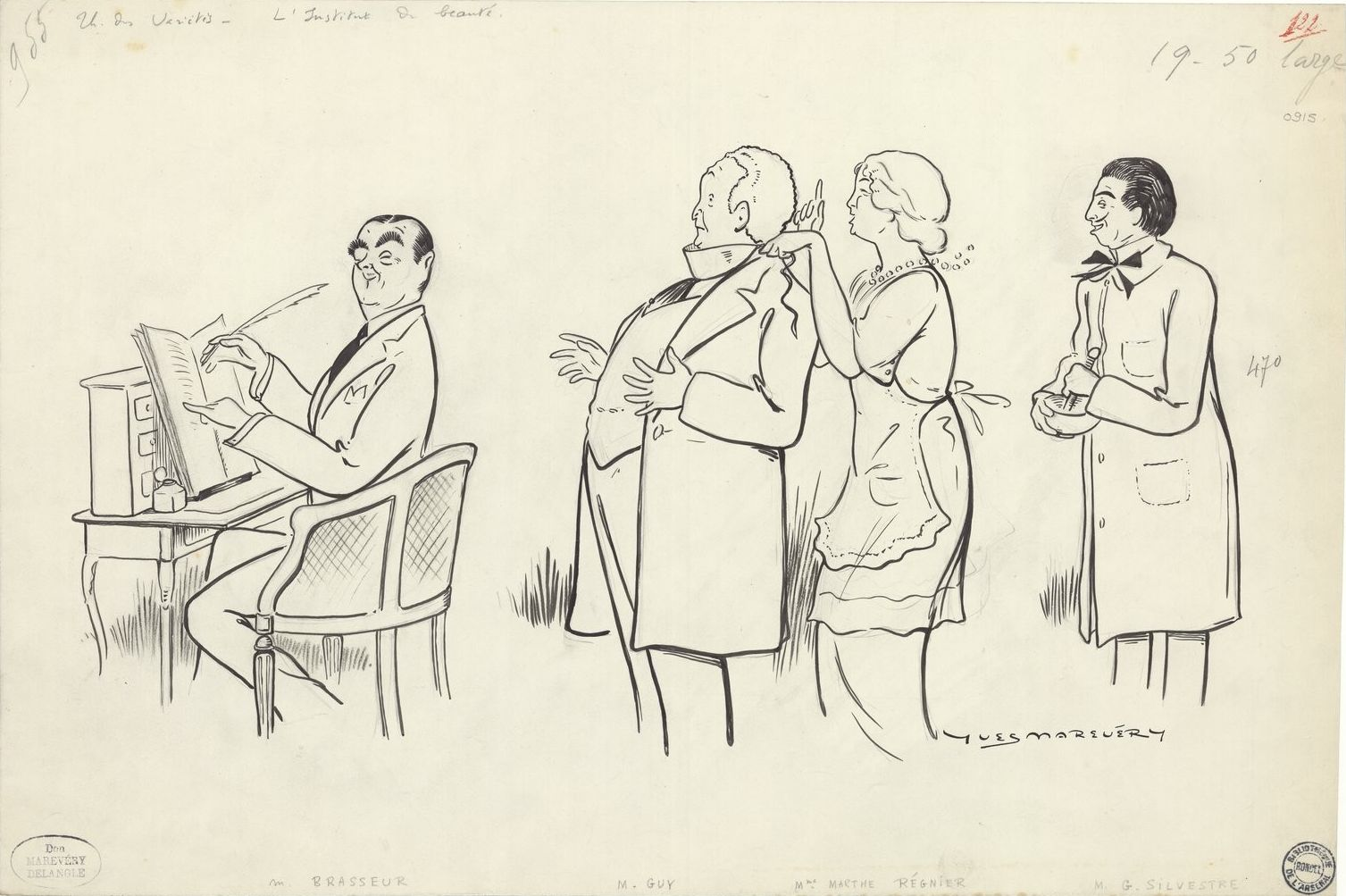
Yves Marevéry, dessin pour L'Institut de Beauté (1913), Paris, BnF.